# Козлов, Пётр Алексеевич (Герой Советского Союза)
Пётр Алексе́евич Козло́в (1919—1943) — командир роты танков «КВ» Отдельного гвардейского танкового полка прорыва, гвардии старший лейтенант, Герой Советского Союза.

## Биография
Родился в деревне Малое Алёшкино Великолукского уезда Псковской губернии (ныне Великолукского района Псковской области) в семье крестьянина. Русский.
Образование среднее.
В Красной Армии с 1939 года. В 1941 году окончил Харьковское танковое училище. Участник Великой Отечественной войны — с августа 1941 года. Член ВКП(б).

## Подвиг
14 января 1943 года танковая рота отдельного гвардейского танкового полка Воронежского фронта под командованием старшего лейтенанта Петра Козлова прорвала оборонительную полосу противника в районе с. Щучье и, преследуя его, освободила слободу Петровская, села Коломыцево и Пухово (Лискинский район Воронежской области). В этих боях экипаж танка Козлова уничтожил 180 гитлеровцев, взорвал 3 дзота, 8 противотанковых орудий, 2 САУ. Находясь в подбитом танке, 2 часа отражал атаки врага, пока не пришло подкрепление. Умер от ран.
Похоронен на месте боев близ села Пухово.

## Награды
- Указом Президиума Верховного Совета СССР 28 апреля 1943 года посмертно присвоено звание Героя Советского Союза.
- Награждён орденом Ленина и медалями.

## Память
- В селе Пухово в сентябре 2007 года был открыт памятник подвигу экипажа П. А. Козлова[1].
- В городе Лиски (Воронежская область) на аллее Славы установлен бронзовый бюст.